# Língua malali
A língua malali (malalí) é uma língua extinta pertencente ao tronco linguístico macro-jê.

## Fonologia
Consoantes restituídas do Malalí:
|                    | labiais | dentais/alveolares | palatais       | velares | glotal |
| ------------------ | ------- | ------------------ | -------------- | ------- | ------ |
| obstruintes surdas | p       | t                  | s [s ~ ʃ]      | k       |        |
| nasais             | m       | n                  |                | ŋ       |        |
| aproximantes       | w       |                    | j (nasal: [ɲ]) |         | h      |

Vogais restituídas do Malalí:
|            | anteriores    | anteriores | centrais | centrais | posteriores | posteriores |
| ---------- | ------------- | ---------- | -------- | -------- | ----------- | ----------- |
| não-baixas | i [i ~ ɪ ~ e] |            | ə        | ə̃        | o [o ~ u]   | õ           |
| centrais   |               | ẽ [ẽ ~ ĩ]  |          |          |             |             |
| baixas     | ɛ             |            | a        | ã        | ɒ [ɒ ~ ɔ]   | ɒ̃           |

## Vocabulário

### Silva & Nikulin (2021)
Itens restituídos do Malalí e suas atestações históricas (abreviações: H = retirado de Saint-Hilaire):
| glosa                         | Malalí (restituição)           | Wied-Neuwied (1826)                                                                                   | Saint-Hilaire (1830)                                                                                     | Martius (1867)                                                             |
| ----------------------------- | ------------------------------ | --- | --- | -------------------------------------------------------------------------- |
| água                          |                                | keché (ambos e breves)                                                                                | cheché                                                                                                   | keché cheche                                                               |
| alto                          | am-sɛt-oj ~ am-sɛt-toj         | amsettoi                                                                                              | | amsettoi                                                                   |
| anta                          | amãjəj                         | amajö (ö breve)                                                                                       | |                                                                            |
| arco                          | sojhɛ                          | soihé (é breve)                                                                                       | | soihé                                                                      |
| areia                         | nãtɒ                           | nathó (tom nasal)                                                                                     | |                                                                            |
| árvore                        | mẽm                            | me ‘árvore’; me (e breve) ‘pau’                                                                       | | me                                                                         |
| ave                           | pəj-nãŋ                        | poignan                                                                                               | |                                                                            |
| barba                         | -s-ẽ-koj                       | esekó (mal distinto)                                                                                  | | esekö                                                                      |
| beber                         | ɲə̃mə̃-[?]                       | | ia mococcioc ‘vamos beber’                                                                               | ia mococoioc ‘bebamos’                                                     |
| bicho-de-pé (Pulex penetrans) | ãm-haj                         | | amhai (h aspirado)                                                                                       | amhai H                                                                    |
| boca                          | -jɒtɒ-koj                      | ajatocó (final breve)                                                                                 | iataco                                                                                                   | ajatocó, jataco H / ja oco (Nota: o último item aparece em Martius (1867a) |
| boi                           | tapit                          | tapiet (e indist.)                                                                                    | |                                                                            |
| bom                           | -poi ~ -poj                    | epoi (curto) ‘bom (é)’, epoi ‘bonito’                                                                 | | epoi ‘bonito’                                                              |
| bom (não é)                   | [?]-poj                        | jaugmingbos                                                                                           | |                                                                            |
| botocudo                      | ẽmkoj-sɛk                      | epcoseck (orelha grande)                                                                              | |                                                                            |
| braço                         | j-ẽm                           | niem                                                                                                  | | niem nhimnoi                                                               |
| cabeça                        | -kə̃j                           | akö                                                                                                   | cai | akö, cai H                                                                 |
| cabelo                        | -ət                            | aö (mal dist.)                                                                                        | | aö                                                                         |
| cair                          |                                | omá                                                                                                   | | omée                                                                       |
| calor                         | ə-jɛ                           | ejé (final breve)                                                                                     | | ejé                                                                        |
| caminho                       | pat / paat                     | paa                                                                                                   | |                                                                            |
| camisa                        | [?], kamẽsã                    | agüschike (breve)                                                                                     | camisán                                                                                                  | agäschike, camisán H                                                       |
| cantar                        | -kɛj ~ -kɛ                     | niamekae (final breve)                                                                                | | niamokäe                                                                   |
| cão                           | woko                           | wocó                                                                                                  | |                                                                            |
| cara                          |                                | tietó                                                                                                 | |                                                                            |
| carne                         | joŋ-j-ẽt                       | junié (e breve)                                                                                       | | junié                                                                      |
| casa                          | jɛok                           | jeó (indistinto)                                                                                      | | jeó                                                                        |
| cavalo                        | kawãno                         | cawandó                                                                                               | |                                                                            |
| céu                           |                                | jamepäoime (final breve)                                                                              | | jamepäoime                                                                 |
| chifre                        | mə̃nə̃j-kəm                      | manaitke (final breve)                                                                                | | manaitke                                                                   |
| chuva                         | kam / kaam                     | chaab                                                                                                 | | chaab                                                                      |
| cobra                         |                                | checheem (ch gutural)                                                                                 | háhim | háhím H                                                                    |
| comprido                      | -sɛm ‘comprido’; -sɛk ‘grande’ | escheem (mal dist.)                                                                                   | | escheem ou seek                                                            |
| comer                         | pəmə̃ŋmə̃ŋ-mẽ-ŋ; -sit            | pomamenmeng                                                                                           | ia nasit ‘vamos comer’                                                                                   | pomemenmeng ‘comer’, ia nasit H ‘comamos’                                  |
| coração                       | -kəsɒ                          | akescho (breve)                                                                                       | | akeschŏ                                                                    |
| coxa                          | -kəm-nõj                       | ekemnó (e breve)                                                                                      | | ekemno, ennhé H                                                            |
| criança                       | -kok jom-nãŋ                   | akó                                                                                                   | iopnán (Nota: Este item não consta da versão traduzida)                                                  | akó, jopnan H                                                              |
| dê cá!                        |                                | naposnom                                                                                              | |                                                                            |
| dedo                          | -j-ẽm-kok                      | aniemkó                                                                                               | anhemeó                                                                                                  | aniemkó, anhemcó H                                                         |
| dente                         | -joj                           | aió                                                                                                   | ajo | aió, ajo H                                                                 |
| Deus                          | topã                           | amietó                                                                                                | tupán | amietó (tupan H)                                                           |
| dormir                        | -hõn                           | niemähonó (o final breve)                                                                             | ia mihocno (nesta última palavra o h é aspirado, e a sílaba hoc se pronuncia com o nariz) ‘vamos dormir’ | niemähonó                                                                  |
| erva                          | ə̃-kəm-nã                       | achená (e breve)                                                                                      | | achená                                                                     |
| espingarda                    |                                | poó                                                                                                   | | poó                                                                        |
| espinho                       | mẽm-jãm                        | mimiam                                                                                                | |                                                                            |
| eu                            |                                | pö (breve)                                                                                            | |                                                                            |
| faca, pedra                   | hak ~ haak                     | haak (k quase inaudível) ‘faca’; haak ‘pedra’                                                         | | haak (k fraco) ‘faca’; haak ‘pedra’                                        |
| feio                          | (?) -wəm                       | evuurn (indist.)                                                                                      | | evuurn                                                                     |
| filha                         | -kok-hɛj                       | ekokahá                                                                                               | | ekokahá                                                                    |
| filho                         | -kok                           | hakó                                                                                                  | | hakó                                                                       |
| flecha                        | poj                            | poï (tôdas as letras audíveis)                                                                        | | poï                                                                        |
| fogo                          | kojam                          | cuiá                                                                                                  | coiá | cuiá, coia H                                                               |
| frio                          | kəm ɲə̃mə̃ŋ mẽŋ                  | kapägnomingming                                                                                       | | kapägnomingming                                                            |
| galinha                       | sokakkak                       | sucaca                                                                                                | |                                                                            |
| garganta                      |                                | | aon | aon H                                                                      |
| gato                          | joŋ a-ɛt                       | jongaët                                                                                               | |                                                                            |
| homem                         |                                | atenpiep (e breve)                                                                                    | niopsá                                                                                                   | niopoa H ‘homem’, ateapiep ‘marido’                                        |
| igreja                        | topã wɛt                       | | tupánhué                                                                                                 | tupan hué H ‘templo’                                                       |
| ir                            |                                | akchege (e breve)                                                                                     | | akehege                                                                    |
| irmão                         | -nõj                           | hagno (indist.)                                                                                       | | hagno                                                                      |
| jacaré                        |                                | ae | |                                                                            |
| jacutinga                     |                                | pigná (Fr.)                                                                                           | |                                                                            |
| leite                         | pɒjɒm                          | pojó (o indist.)                                                                                      | | pojó                                                                       |
| ligeiro                       | a-joj hã mõj                   | aioihamoi                                                                                             | |                                                                            |
| língua                        | -ɲõjɲõŋ                        | | nhocnho                                                                                                  | nhocnho H                                                                  |
| lua                           | ajij ~ ajik                    | ajé (e breve)                                                                                         | | ajé                                                                        |
| macaco                        | kəjɲõŋ                         | küschnió                                                                                              | |                                                                            |
| machado                       | pim                            | pe | pí | pe                                                                         |
| mãe                           | -tət                           | ate (e breve)                                                                                         | itá | ate, ita H                                                                 |
| mandioca                      | kot-jõn                        | cuniä (ä breve)                                                                                       | | cuniä ‘farinha de mandioca'                                                |
| mão                           | -j-ẽm-kə(C)                    | ajimké (e breve)                                                                                      | | ajimkĕ                                                                     |
| mel                           |                                | | tón | tón H                                                                      |
| milho                         | mə̃nã-jam                       | manajá (final breve)                                                                                  | |                                                                            |
| morder                        | -nõmã                          | niamanomá                                                                                             | | niamanomá                                                                  |
| morrer                        |                                | hepohó                                                                                                | | hepohó                                                                     |
| mosquito                      | kəm-nãŋ                        | kepná                                                                                                 | |                                                                            |
| muitos                        |                                | akgnonachä                                                                                            | | akgnohachä                                                                 |
| mulher                        | -jɛtət                         | ajente (e breve)                                                                                      | nioptánpitecnán                                                                                          | nioptanpitecnan H ‘mulher’, ajente ‘esposa’                                |
| mutum                         |                                | jahais (mal distinto)                                                                                 | |                                                                            |
| não                           | a tɛ pəm nõk                   | atepomnock (indistinto)                                                                               | | atepomnok                                                                  |
| nariz                         | -s-ẽji                         | asejé (final breve)                                                                                   | cegi | asejé, cegi H                                                              |
| negro                         | tapajõ                         | tapagnon (Fr.)                                                                                        | | tapagnon                                                                   |
| noite                         | am-tɒm                         | aptom (final indistinto)                                                                              | | aptom                                                                      |
| olho                          | -kitom                         | ketó (e breve)                                                                                        | achetó                                                                                                   | ketó, achetó H                                                             |
| onça (jaguaretê)              | joŋ                            | jó | |                                                                            |
| ontem                         |                                | hahem (a breve)                                                                                       | |                                                                            |
| orelha                        | -j-ẽmkoj                       | ajepcó                                                                                                | | ajepcó epcó                                                                |
| osso                          | -kəm                           | akem                                                                                                  | | akem                                                                       |
| ouro                          | tɒjowa                         | toioá                                                                                                 | | toica                                                                      |
| ovo (de galinha)              | sokakkak-jɛt                   | suckakakier                                                                                           | |                                                                            |
| pai                           |                                | tanatämon (on indist.)                                                                                | | tanatämon                                                                  |
| palha de milho                | mãnã-jam-kaj                   | | manaiamcá ‘pai’                                                                                          | manaiamcá H ‘pai’                                                          |
| pé                            | -pɒ                            | apá (a entre a e o)                                                                                   | | apaó, impatá H                                                             |
| peito                         | -jõŋ-kɛm                       | anjoche                                                                                               | | ajoche                                                                     |
| peixe                         | mɒ̃m / mɒ̃ɒ̃m                     | maap (a meio como o)                                                                                  | |                                                                            |
| pena                          | -pəj                           | pöe (indist.)                                                                                         | | pöe                                                                        |
| pequeno                       |                                | aguä                                                                                                  | |                                                                            |
| perna                         |                                | | | ennhîota H                                                                 |
| pescoço                       |                                | ajemio                                                                                                | | ajemio                                                                     |
| porco                         | jawəm                          | jauem (a e u separados)                                                                               | |                                                                            |
| preto                         | -[?]-tɒm                       | echeemtom (pelo nariz)                                                                                | | echeemtom                                                                  |
| raiz                          | mẽm-jai ~ mẽm-ẽm-jai           | mimimiaë [na tradução há um -mi- a menos: mimiae]                                                     | | mimimiaë                                                                   |
| sangue                        | -kəmjək                        | akemje                                                                                                | | akemje                                                                     |
| sim                           |                                | hoó                                                                                                   | |                                                                            |
| sobre                         |                                | jamemauem                                                                                             | | jamemauem                                                                  |
| sol                           |                                | hapem (pelo nariz)                                                                                    | | hapem                                                                      |
| tamanduá                      |                                | bakee (ambos e destacados e breve) [na tradução é dada uma versão consideravelmente diferente: kakre] | |                                                                            |
| tatu                          | kowim                          | couib                                                                                                 | |                                                                            |
| terra                         | ɒm                             | am | | am                                                                         |
| testa                         | -kəj                           | haké (e breve)                                                                                        | | haké                                                                       |
| trovão                        |                                | scape                                                                                                 | | scape                                                                      |
| um                            | -posɛt                         | aposé (é breve)                                                                                       | |                                                                            |
| unha                          |                                | | | nhmîatchai                                                                 |
| venha!                        | jɒ                             | jó (mal distinto)                                                                                     | |                                                                            |
| vento                         |                                | aoché (e breve)                                                                                       | | aoché                                                                      |
| ventre                        | -jõt                           | aigno                                                                                                 | | aigno                                                                      |
| vermelho                      | -pokata                        | pocatá                                                                                                | | pocatá                                                                     |

### Wied (1826)
Vocabulário malali recolhido por Wied:
| Português        | Malali          | Comentários                 |
| ---------------- | --------------- | --------------------------- |
| água             | keché           | ambos e breves              |
| alto             | amsettoi        |                             |
| anta             | amajö           | ö breve                     |
| arco             | soihé           | e breve                     |
| areia            | nathó           | tom nasal                   |
| árvore           | me              |                             |
| ave              | poignan         |                             |
| barba            | esekö           | mal distinto                |
| boca             | ajatocó         |                             |
| boi              | tapiet          | e indist.                   |
| bom (é)          | epoi            |                             |
| bom (não é)      | jangmingbos     |                             |
| bonito           | epoi            |                             |
| botocudo         | epcoseck        | orelha-grande               |
| braço (o)        | niem            |                             |
| cabeça           | akö             |                             |
| cabelo           | aö              | mal dist.                   |
| cair             | omá             |                             |
| calor            | ejé             |                             |
| caminho          | paa             |                             |
| camisa           | agüschicke      |                             |
| cantar           | niamekae        | final breve                 |
| cão              | wocó            |                             |
| cara             | tietó           |                             |
| carne            | junié           | e breve                     |
| casa             | jeó             |                             |
| cavalo           | cawandó         |                             |
| céu              | jamepäoime      | final breve                 |
| chifre           | manaitke        | final breve                 |
| chover           | chaab           |                             |
| cobra            | checheem        | ch gutural                  |
| comprido         | escheem         | mal dist.                   |
| comer            | pomamenmeng     |                             |
| coração          | akescho         |                             |
| coxa             | ekemnó          | e breve                     |
| criança          | akó             |                             |
| dê cá!           | naposnom        |                             |
| dedo             | aniemkó         |                             |
| dente            | aió             |                             |
| deus             | amietó          |                             |
| dormir           | niemahonó       | o final breve               |
| erva             | achená          | e breve                     |
| espingarda       | poó             |                             |
| espinho          | mimiam          |                             |
| eu               | pö              | breve                       |
| faca             | haak            | k quase inaudível           |
| feio             | eveuura         | indist.                     |
| filha            | ekokahá         |                             |
| filho            | hakó            |                             |
| flecha           | poï             | todas as letras audíveis    |
| fogo             | cuiá            |                             |
| frio             | kapägnomingming |                             |
| galinha          | sucaca          |                             |
| gato             | jongaët         |                             |
| homem            | atenpiep        | e breve                     |
| ir               | akehege         | e breve                     |
| irmão            | hagno           | indist.                     |
| jacaré           | ae              |                             |
| jacutinga        | pigná           |                             |
| leite            | pojó            | o indist.                   |
| ligeiro          | aioihamoi       |                             |
| lua              | ajé             | e breve                     |
| macaco           | küschnió        |                             |
| machado          | pe              |                             |
| mãe              | ate             | e breve                     |
| mandioca         | cuniä           | ä breve                     |
| mão              | ajimké          | e breve                     |
| milho            | manajá          | final breve                 |
| morder           | niamanomá       |                             |
| morrer           | hepohó          |                             |
| mosquito         | kepná           |                             |
| muitos           | akgonachä       |                             |
| mulher           | ajente          | e breve                     |
| mutum            | jahais          | mal distinto                |
| não              | atepomnock      | mal distinto                |
| nariz            | asejé           | final breve                 |
| negro            | tapagnon        |                             |
| noite            | aptom           |                             |
| olho             | ketó            | e breve                     |
| onça (jaguaretê) | jó              |                             |
| ontem            | hahem           | a breve                     |
| orelha           | ajepcó          |                             |
| osso             | akem            |                             |
| ouro             | toicá           |                             |
| ovo (de galinha) | suckakakier     |                             |
| pai              | tanatömon       | on indist.                  |
| pau              | me              | e breve                     |
| pé               | apá             | a entre a e o               |
| pedra            | haak            |                             |
| peito            | anjoche         |                             |
| peixe            | maap            | a meio como o               |
| pena             | pöe             | indist.                     |
| pequeno          | aguä            |                             |
| pescoço          | ajemio          |                             |
| porco            | jauem           | a e u separados             |
| preto            | echemtom        |                             |
| raiz             | mimiaë          |                             |
| sangue           | akemje          |                             |
| sim              | koó             |                             |
| sobre            | jamemauem       |                             |
| sol              | hapem           | pelo nariz                  |
| tamanduá         | kakee           | ambos e destacados e breves |
| tatu             | conib           |                             |
| terra            | am              |                             |
| testa            | haké            | e breve                     |
| trovão           | scape           |                             |
| um               | aposé           | e breve                     |
| venha!           | pó              | mal distinto                |
| vento            | aoché           | e breve                     |
| ventre           | aigno           |                             |
| vermelho         | pocatá          |                             |